# Bérault (métro de Paris)
Bérault est une station de la ligne 1 du métro de Paris, située à la limite des communes de Saint-Mandé et de Vincennes.

## Situation
La station est située sous l'avenue de Paris à Vincennes au niveau de la place Bérault et de l'avenue du Petit-Parc.

## Histoire
La station est ouverte en 1934. Elle reprend le nom de la place Bérault de Vincennes qui rend honneur à son ancien adjoint au maire (1796-1871).

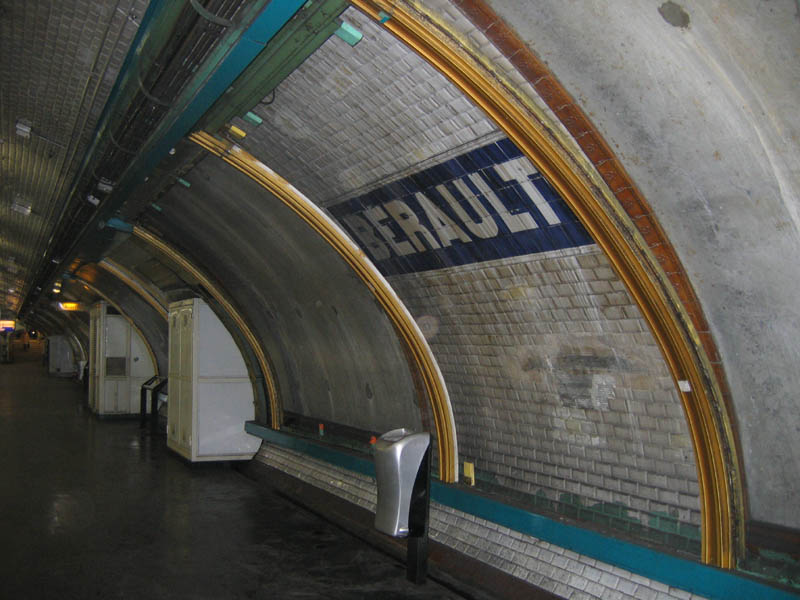
Station en travaux : carrelage original de la station. De la rénovation des années 1960, seul reste ici le squelette de métal.

La ligne 1, dont fait partie la station Bérault, a achevé son automatisation. Les stations de la ligne 1 ont subi de profonds changements, comme l'installation de portes palières, des changements de carrelage ou une modernisation de l'éclairage. La station Bérault avait été choisie par la RATP pour être le prototype de station utilisée dans cette rénovation.
Les quais ont été entièrement rénovés en 2008-2009. Ils ont été rehaussés les 28 et 29 juillet 2008 et équipés de portes palières début 2009.

### Fréquentation
Nombre de voyageurs entrés à cette station :
| Année                      | 2013      | 2014      | 2015      | 2016      | 2017      | 2018      | 2019      | 2020      | 2021      |
| -------------------------- | --------- | --------- | --------- | --------- | --------- | --------- | --------- | --------- | --------- |
| Nombre de voyageurs par an | 2 723 583 | 2 858 413 | 2 965 952 | 3 094 974 | 3 149 273 | 3 182 589 | 3 656 859 | 2 112 213 | 2 106 827 |
| Rang                       | 199e      | 195e      | 185e      | 172e      | 169e      | 175e      | 133e      | 114e      | 169e      |
| Nombre de stations         | 302       | 302       | 302       | 302       | 302       | 302       | 302       | 304       | 304       |

## Services aux voyageurs

### Accès
La station dispose de quatre accès :
- accès no 1 « Hôpital Bégin », seul accès situé à Saint-Mandé ;
- accès no 2 « Place Bérault » ;
- accès no 3 « Rue Segond » ;
- accès no 4 « Rue des Vignerons ».

Accès à la station
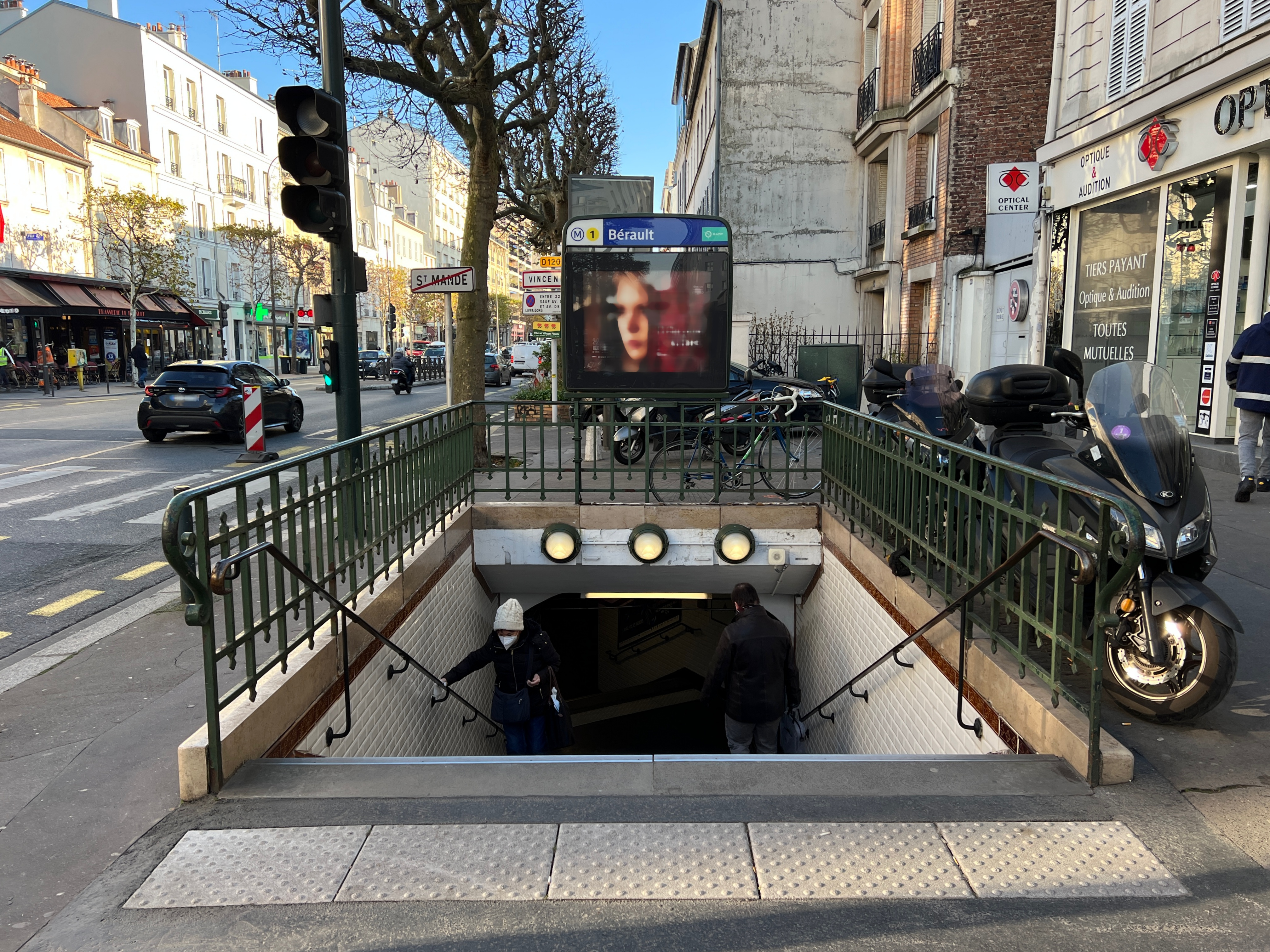
Accès no 1.
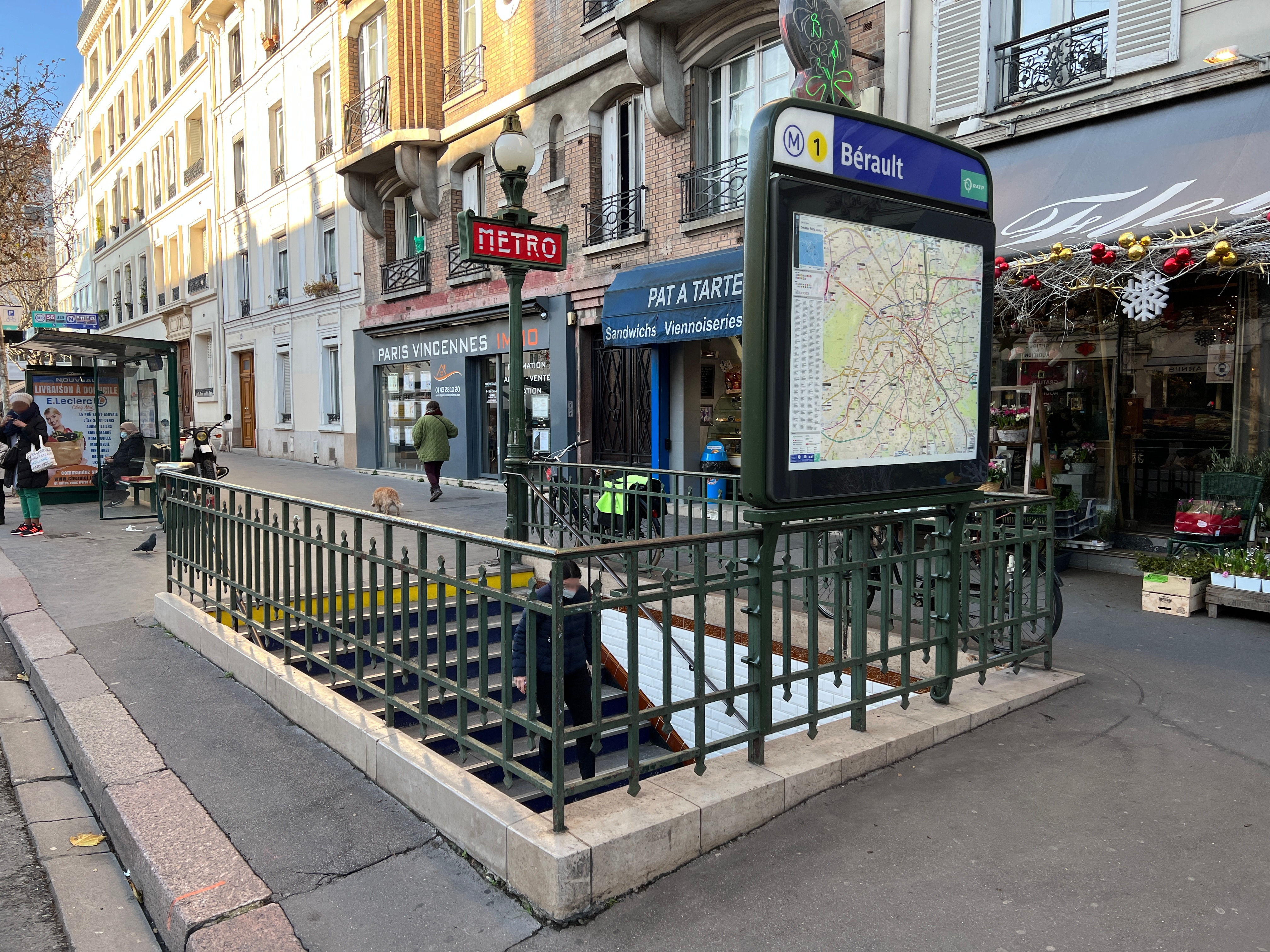
Accès no 2.
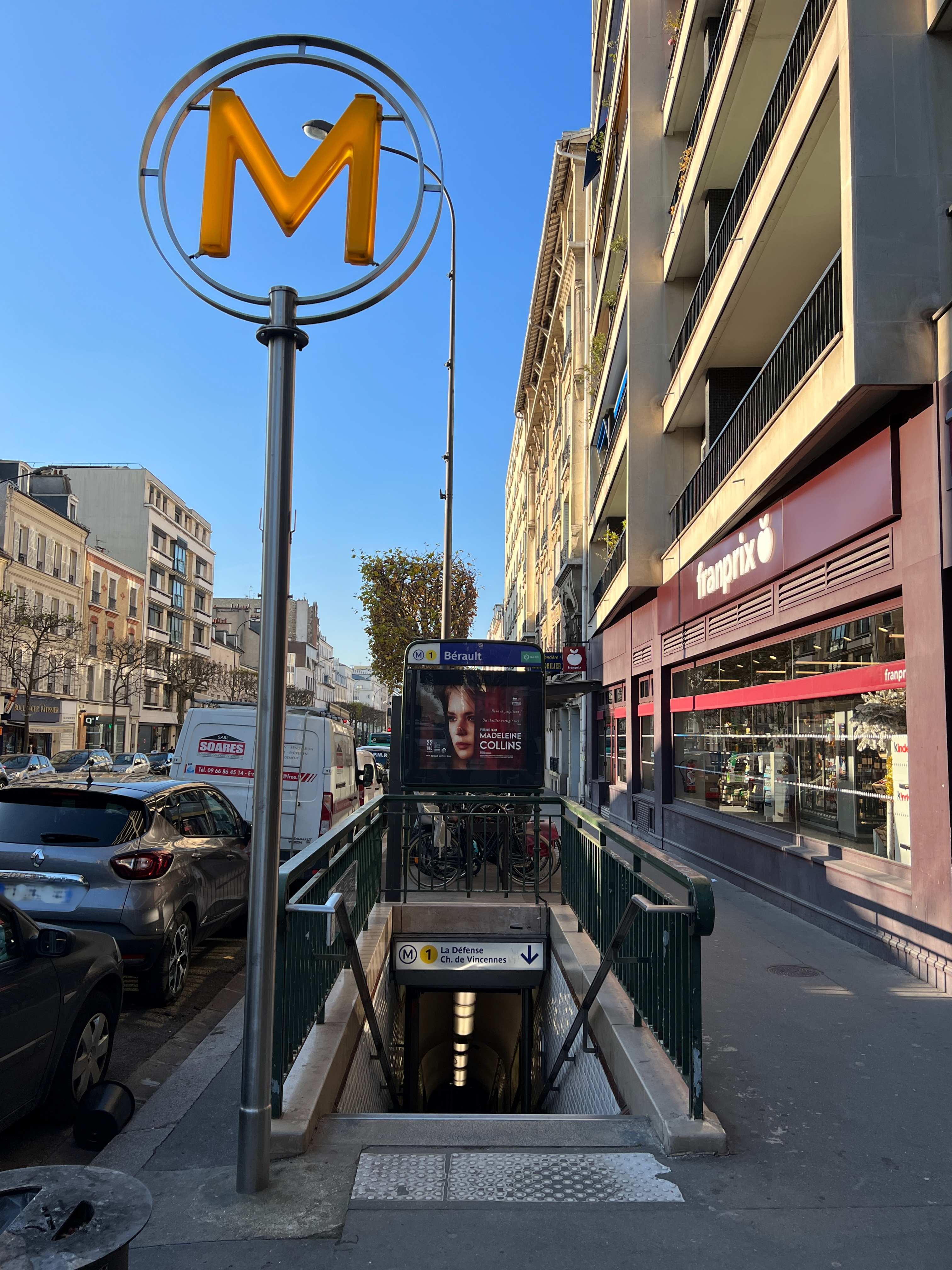
Accès no 3.
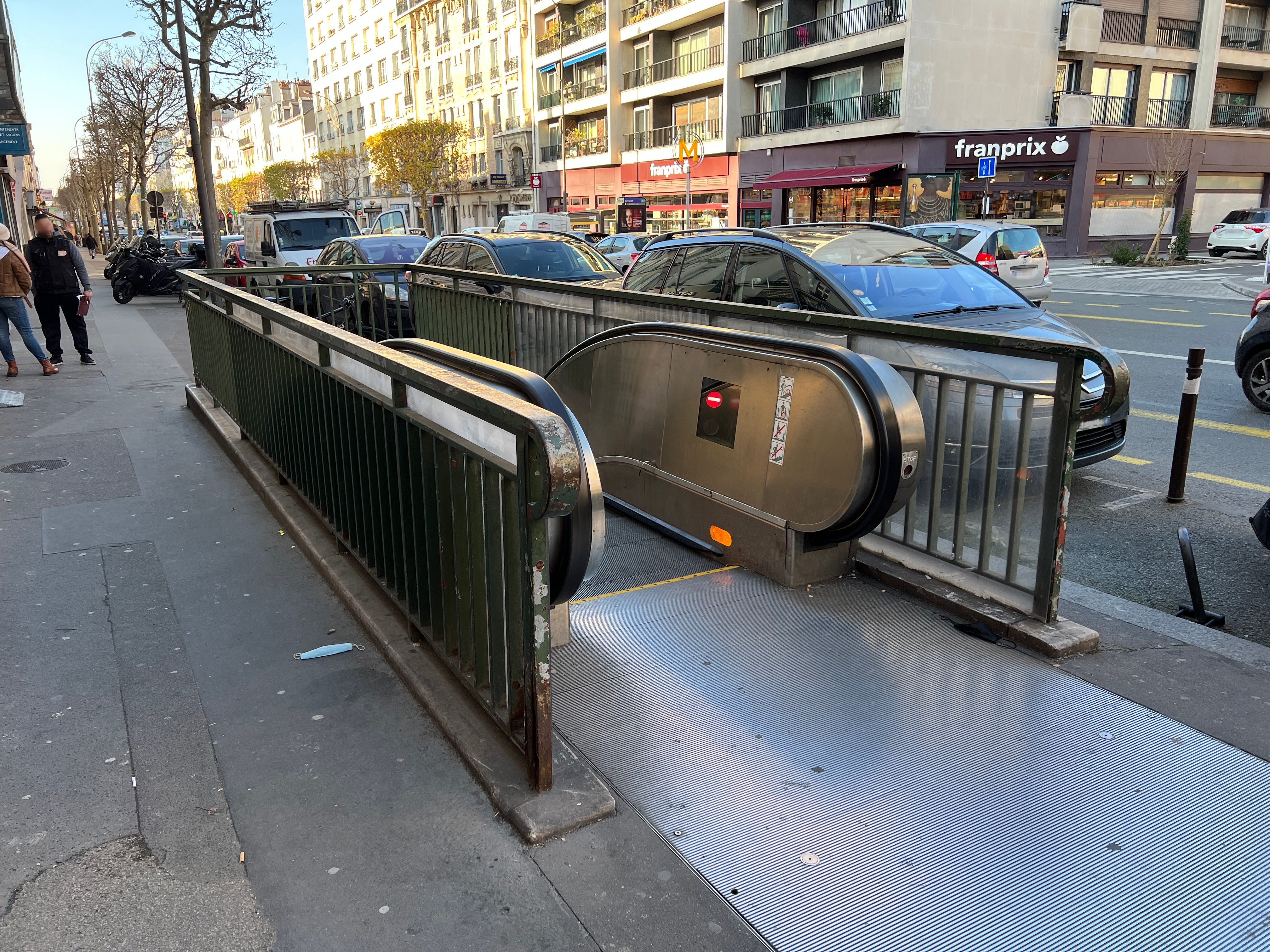
Accès no 4.

### Quais
Bérault est une station de configuration standard : elle possède deux quais séparés par les voies du métro et la voûte est elliptique. La décoration est du style utilisé pour la majorité des stations du métro : les bandeaux d'éclairage sont blancs et arrondis dans le style « Gaudin » du renouveau du métro des années 2000, et les carreaux en céramique blancs biseautés recouvrent les piédroits, la voûte et les tympans. Les cadres publicitaires sont en ceramique blanche et le nom de la station est inscrit en police de caractères Parisine sur des panneaux rétro-éclairés incorporés à des caissons de bois. Les quais sont équipés de sièges de style « Akiko » de couleur verte et de portes palières.

### Intermodalité
La station est desservie par la ligne 325 du réseau de bus RATP, et, la nuit, par les lignes N11 et N33 du réseau Noctilien.
À proximité, on trouve également les lignes 56 et 215 du réseau de bus RATP. La gare de Vincennes du RER A se trouve à 300 mètres : c'est la station de métro la plus proche de cette gare, bien que la RATP indique la correspondance sur la voie publique sur les plans de la ligne 1 à la station Château de Vincennes, située, elle, à 500 mètres.

## À proximité
- Hôpital militaire Bégin
- Institut national de l'information géographique et forestière
- La gare RER de Vincennes

Galerie de photographies
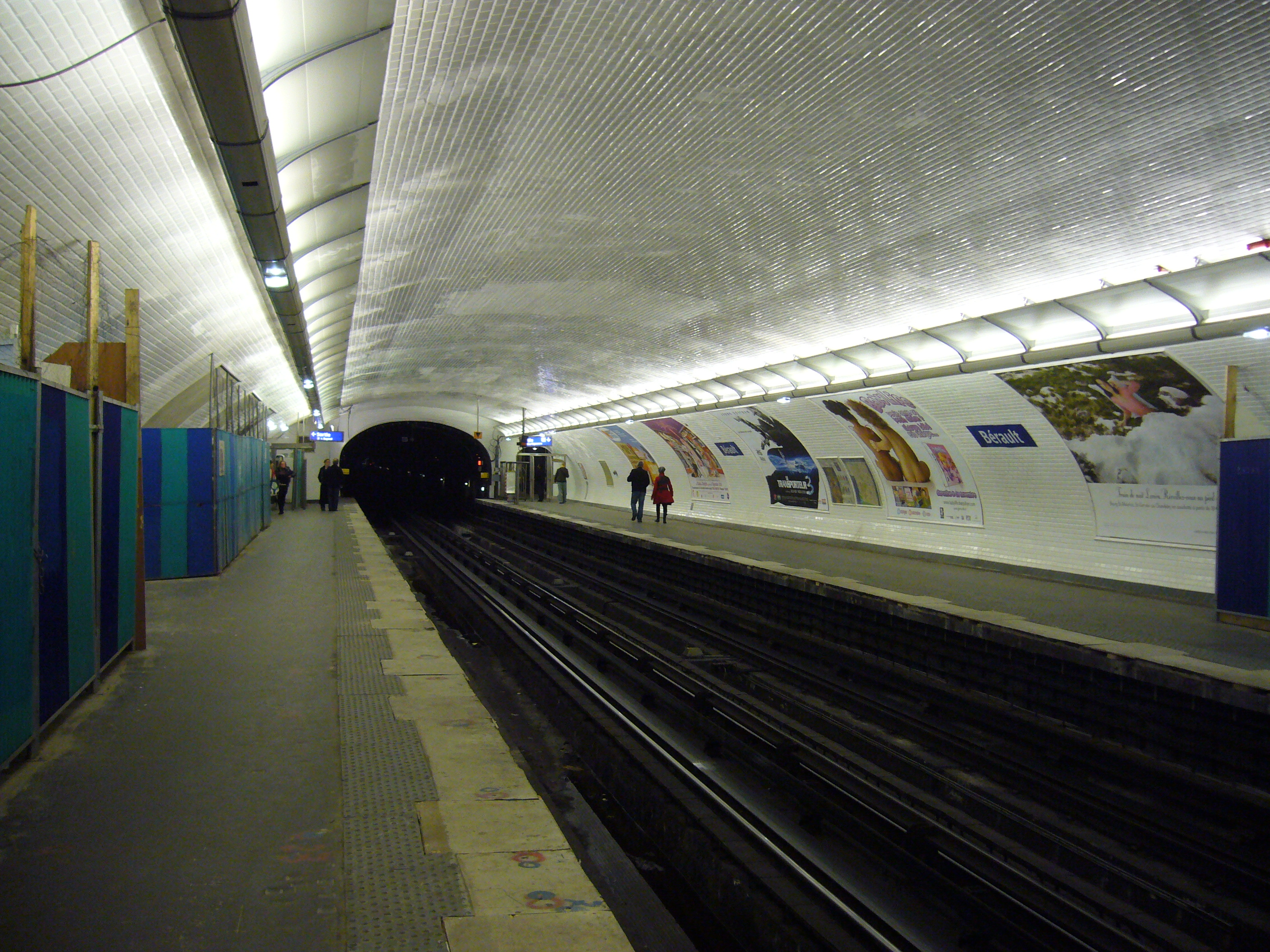
La station en travaux fin 2008.
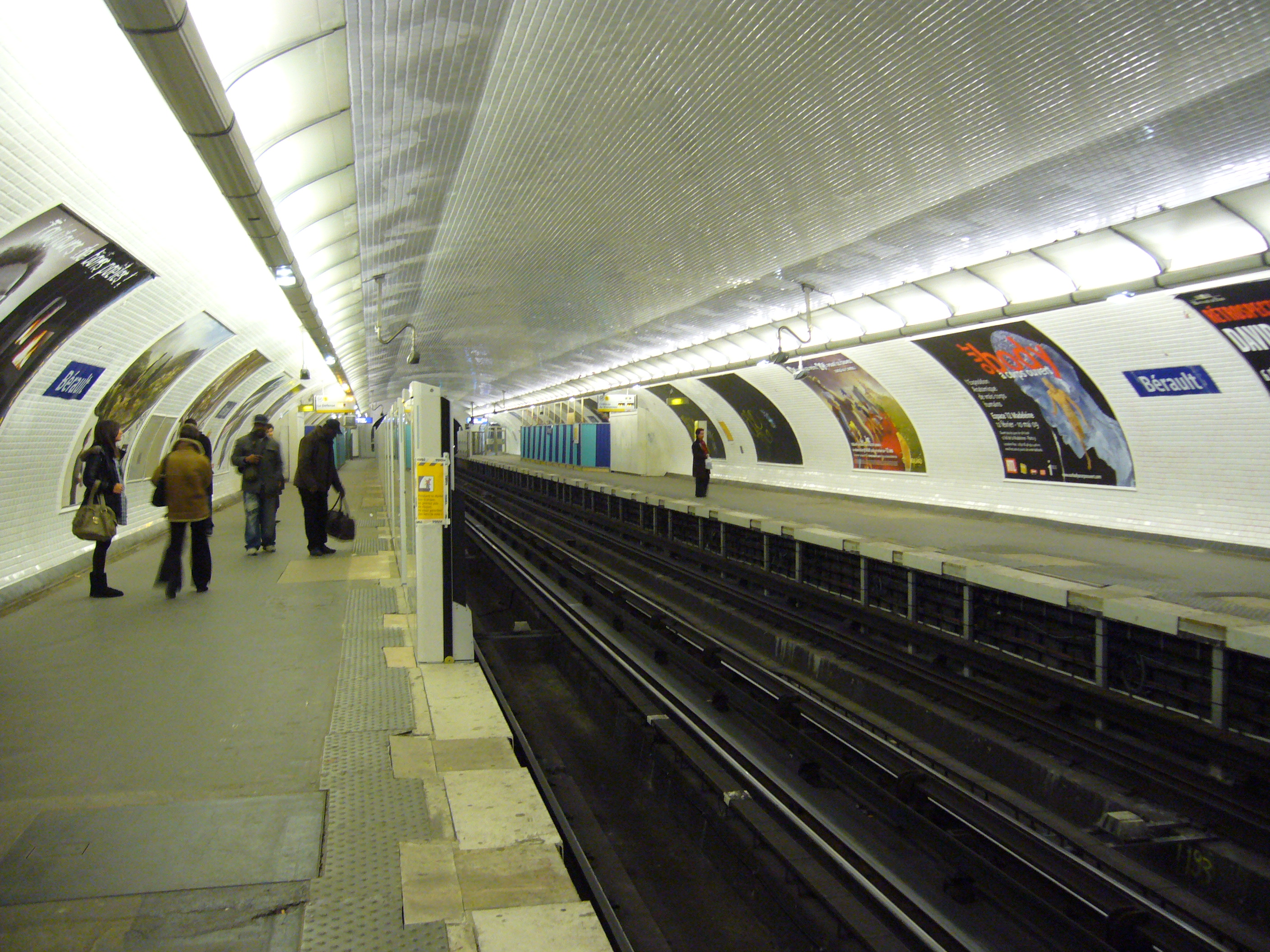
Travaux de pose des portes palières en février 2009.
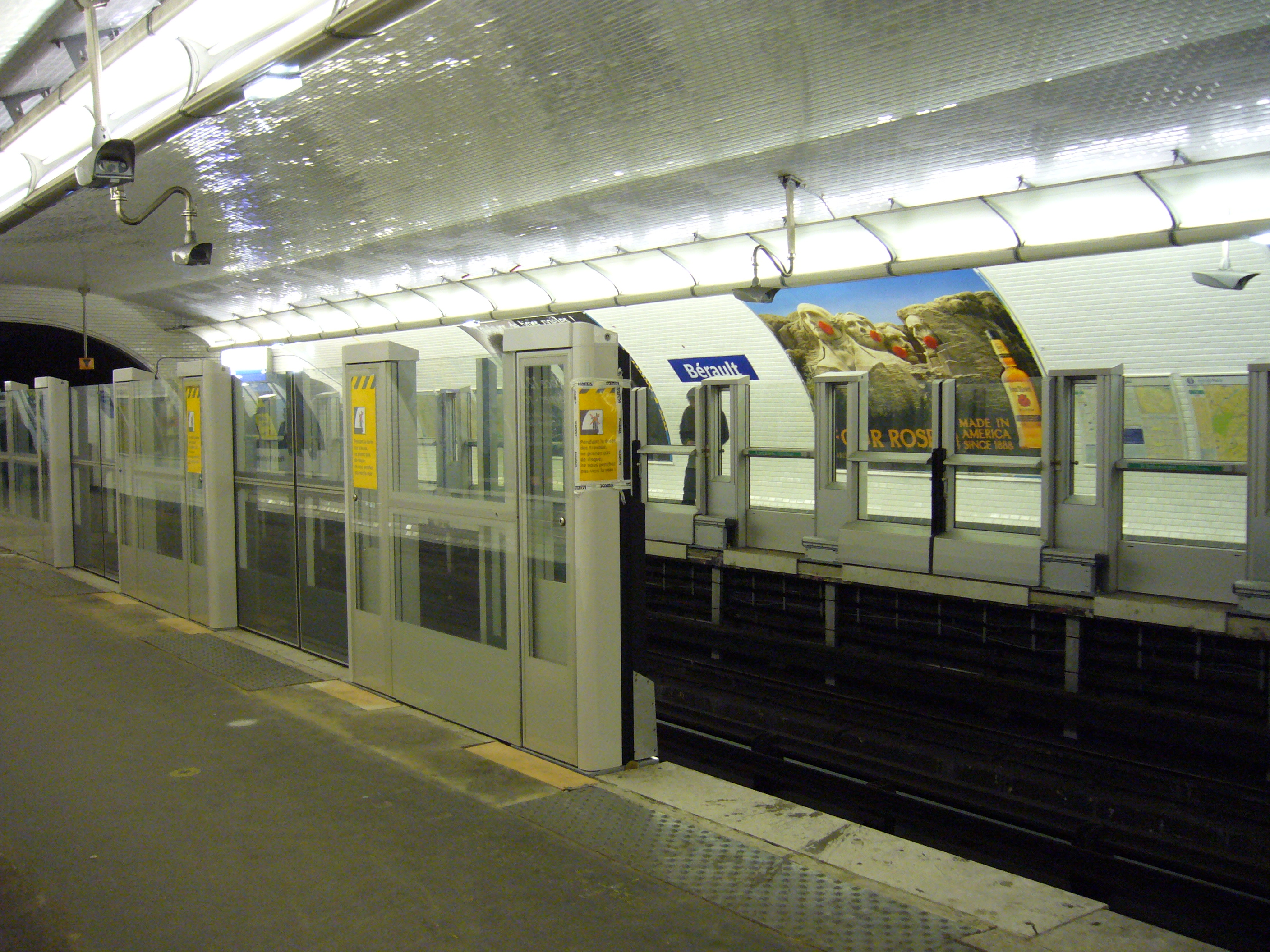
Travaux de pose des portes palières en mars 2009.
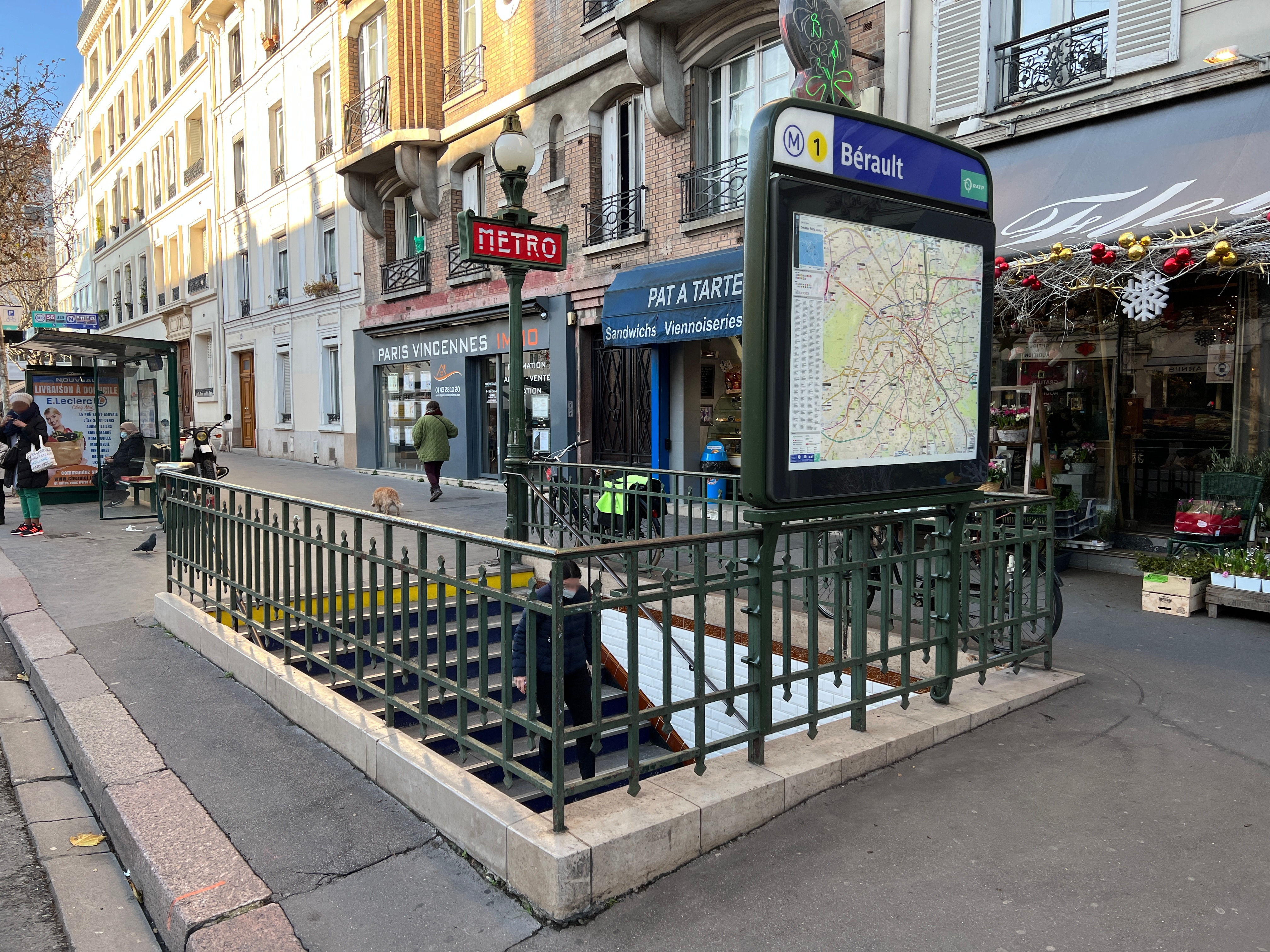
Accès près de la place éponyme.